# Тиранівка
Тирані́вка — село в Україні, у Лісовогринівецькій сільській територіальній громаді Хмельницького району Хмельницької області. Населення становить 115 осіб.

## Населення
Згідно з переписом УРСР 1989 року чисельність наявного населення села становила 178 осіб, з яких 64 чоловіки та 114 жінок.
За переписом населення України 2001 року в селі мешкало 117 осіб. 100 % населення вказало своєю рідною мовою українську мову.

## Галерея

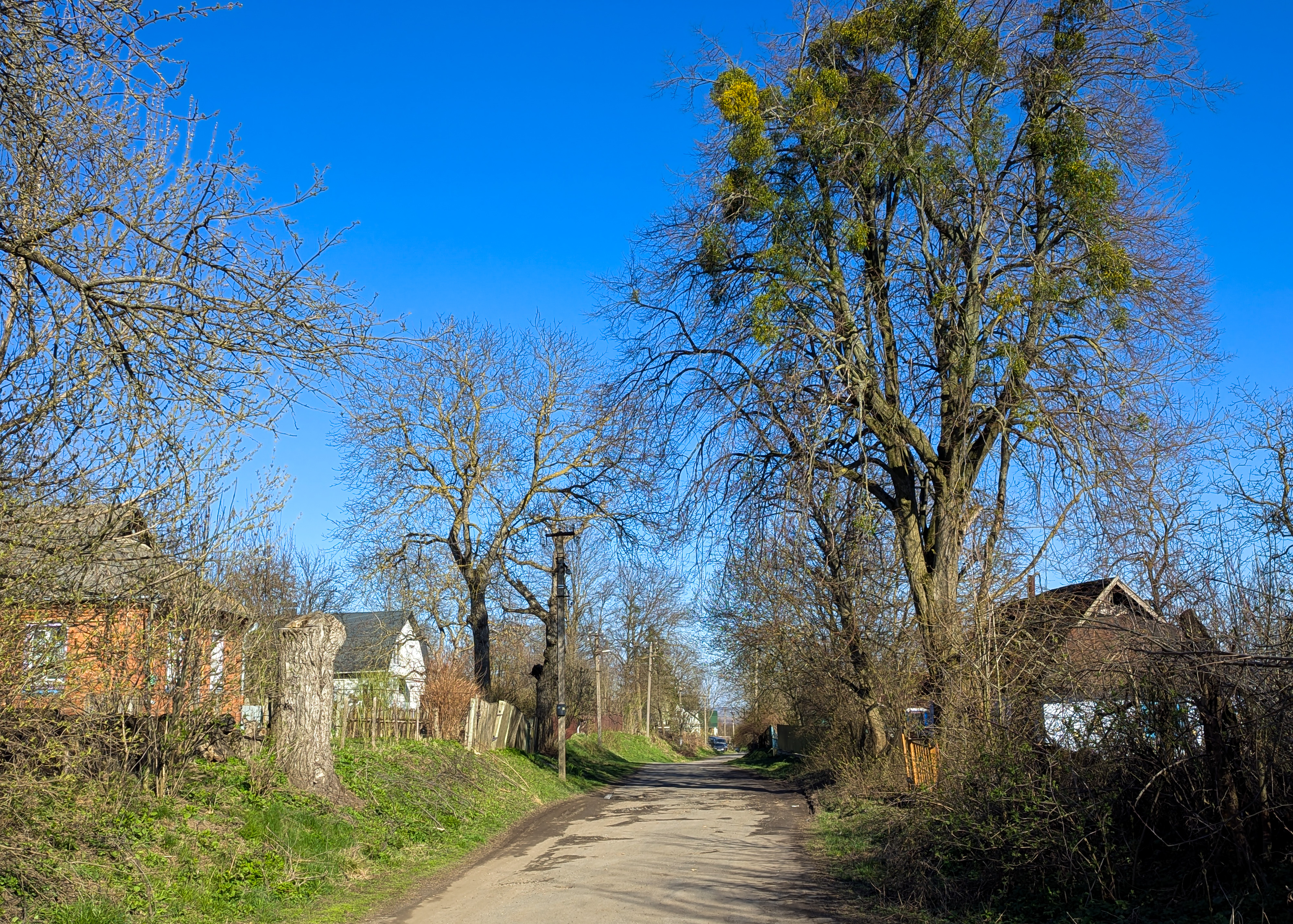
Вулиця Центральна
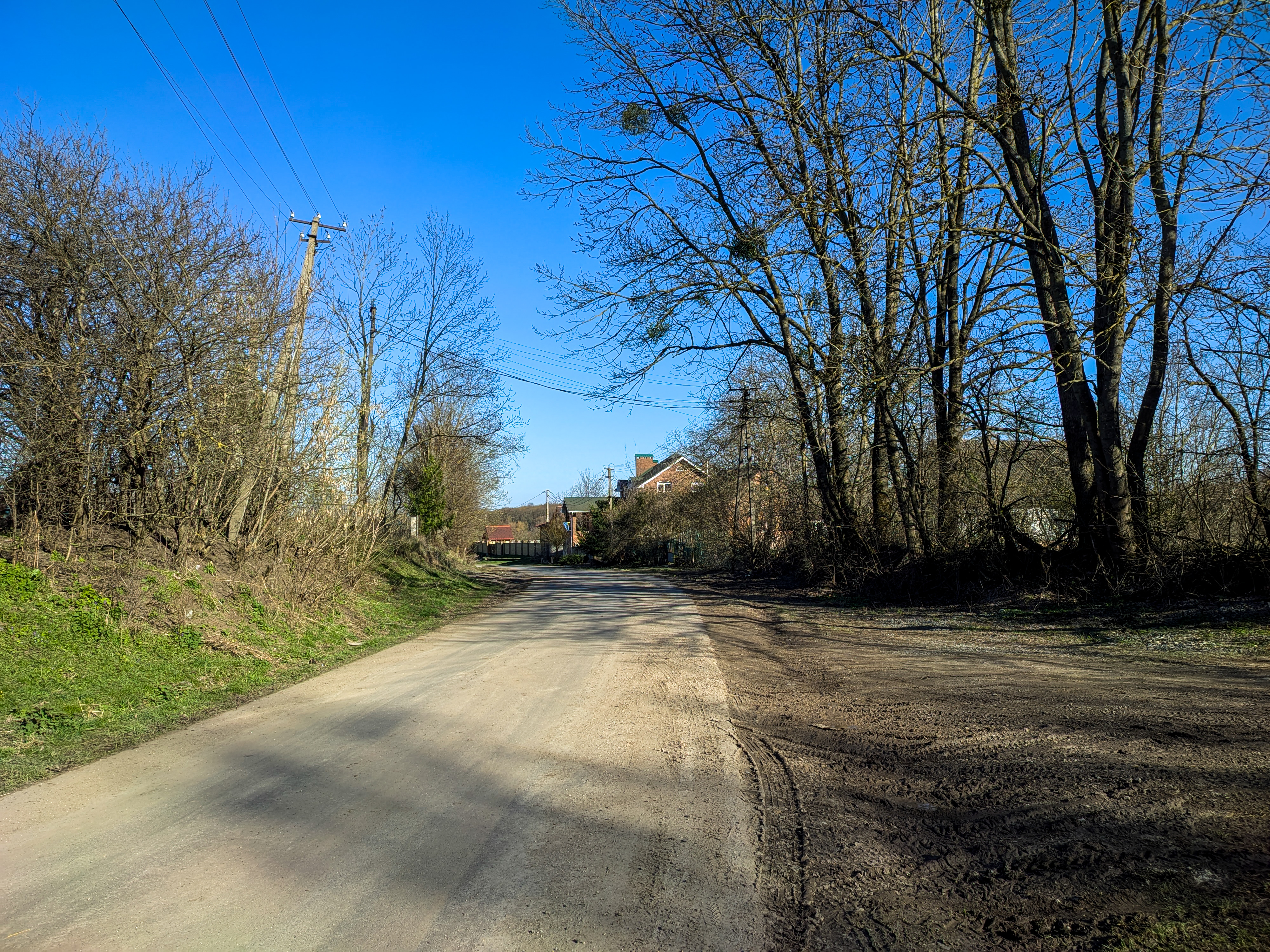
Вулиця Центральна
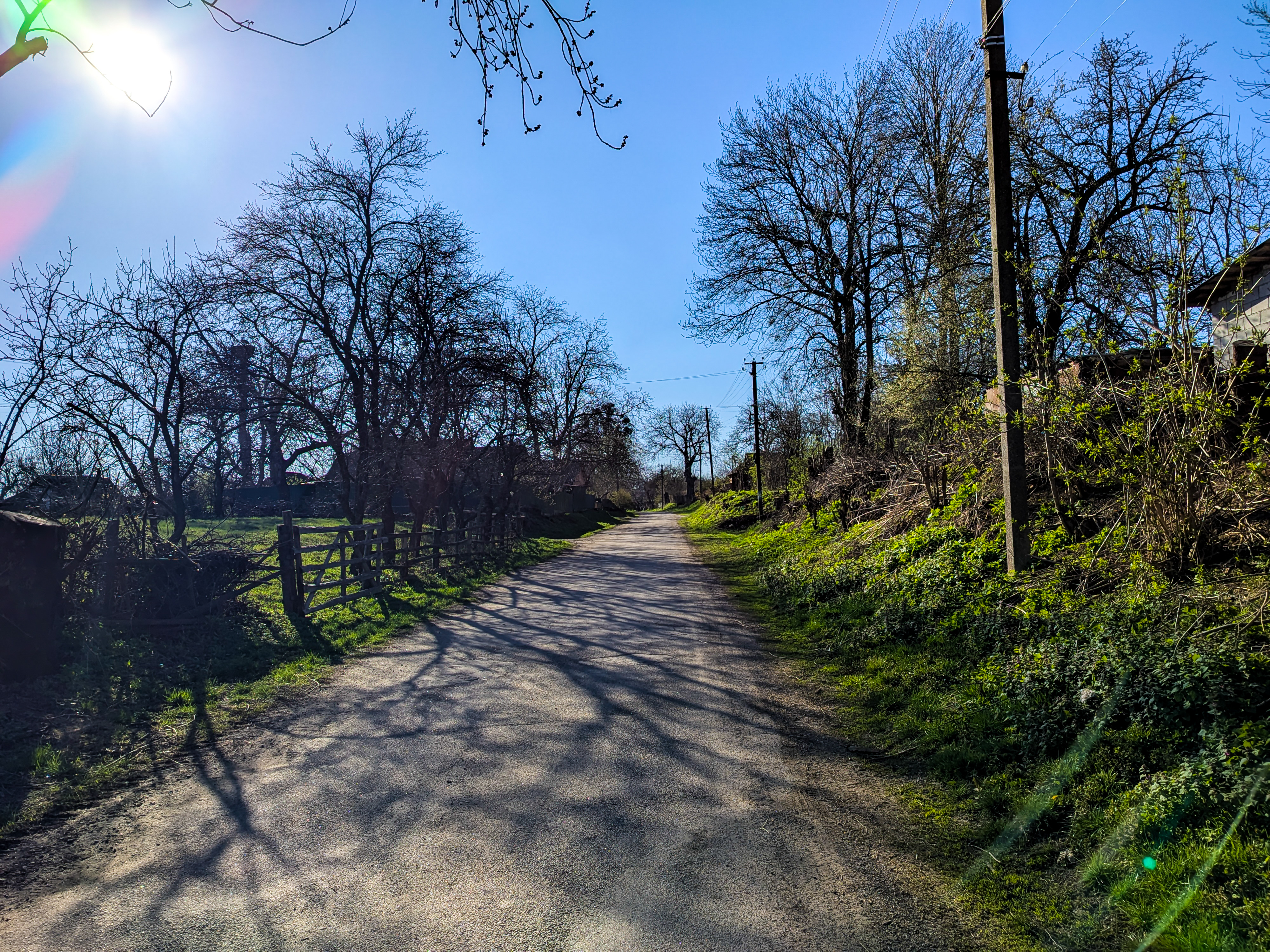
Вулиця Центральна
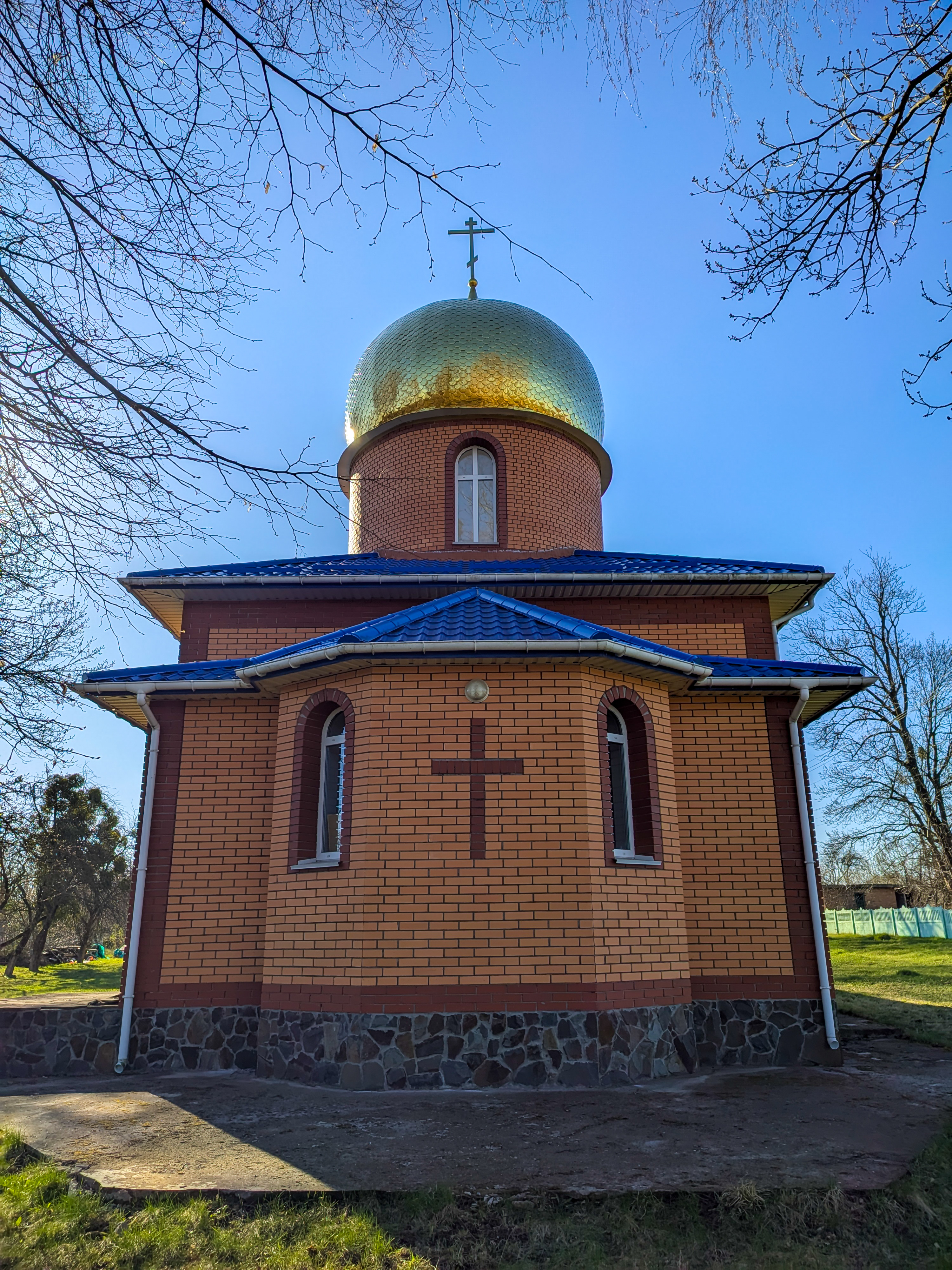
Свято-Покровський храм
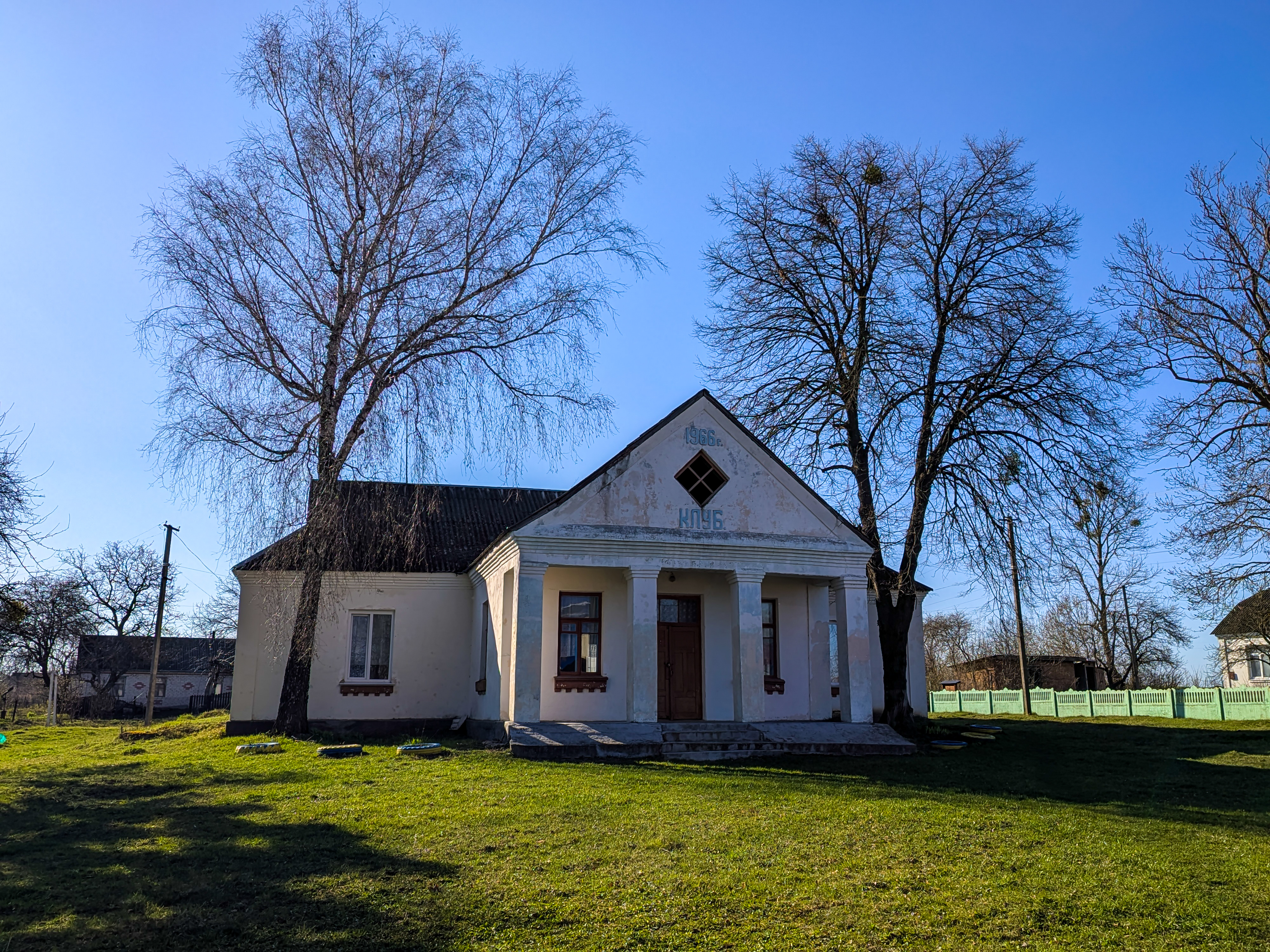
Клуб